# Rubus lawrencei
Rubus lawrencei är en rosväxtart som beskrevs av Liberty Hyde Bailey. Rubus lawrencei ingår i släktet rubusar, och familjen rosväxter. Inga underarter finns listade i Catalogue of Life.